# Uranotaenia paranovaguinensis
Uranotaenia paranovaguinensis är en tvåvingeart som beskrevs av Peters 1963. Uranotaenia paranovaguinensis ingår i släktet Uranotaenia och familjen stickmyggor. Inga underarter finns listade i Catalogue of Life.